# Tivela fulminata
Tivela fulminata is een tweekleppigensoort uit de familie van de Veneridae. De wetenschappelijke naam van de soort is voor het eerst geldig gepubliceerd in 1827 door Bory de Saint-Vincent.